# Dźwinogród (hromada Mielnica Podolska)
Dźwinogród (dawniej: Zwenigród Halicki (Звенигород Галицкий), ukr. Дзвенигород) – wieś (dawniej miasteczko) na Ukrainie w rejonie czortkowskim w obwodzie tarnopolskim i liczy 269 mieszkańców.

## Historia
Książę przemyski Wołodar Rościsławicz zmarły w 1124 r. dzieląc swoje państwo pomiędzy dwóch synów ziemię dźwinognrodzką przekazał Władymirkowi, który zaczął tu samodzielnie panować, w związku z czym powstało osobne Księstwo dźwinogrodzkie istniejące do 1144 roku. W 1240 r. gród został zniszczony przez Tatarów.
Za II Rzeczypospolitej do 1934 roku wieś stanowiła samodzielną gminę jednostkową w powiecie borszczowskim w woj. tarnopolskim. W związku z reformą scaleniową została 1 sierpnia 1934 roku włączona do nowo utworzonej wiejskiej gminy zbiorowej Dźwiniaczka w tymże powiecie i województwie. W okresie II RP właścicielem dóbr Dźwinogród był Oswald Kimelman.
W latach 1943–1945 nacjonaliści ukraińscy z UPA zamordowali tutaj 15 Polaków.
Po 1945 roku miejscowość weszła w struktury administracyjne Ukraińskiej SRR.

## Zabytki
- Dwór wybudowany w stylu klasycystycznym przez Teodora Kęszyckiego istniał do 1918 r.[8]
- zamek